# 交易者
《交易者》是一款在Microsoft Windows、Mac OS X和Linux等平台运行的益智平台游戏。